# 陈六舟故居
陈六舟故居位于扬州市广陵区，共两处，一处位于广陵区曹李巷6-10号，一处位于东关街道东关街羊巷23号。现为扬州市文物保护单位。

## 历史
陈六舟故居由扬州官宦世家，父子传胪陈嘉树（号仲云，1822年道光壬午年进士）、陈彝（字六舟，1862年同治壬戌年进士）所建。

## 曹李巷6号、8号、10号
曹李巷6号、8号、10号陈六舟故居位于仁丰里南端，近甘泉路。6号、8号住宅磨砖门楼尚存。现为大杂院。6号第一进面阔四间，深五檩。第二进正厅面阔三间，进深七檩。8号第一进面阔七间。第二进正厅，面阔三间，进深七檩 ；第三进正厅明三暗四。10号已拆除改建。

## 羊巷23号金粟山房
金粟山房位于东关街羊巷23号，原为东西两路住宅，前后各三进，皆五间二厢。现存后二进，为市第一中学宿舍，保存尚好，第一进已因市一中建住宅楼被拆。西路宅后尚存小园，有桂花、桃花等花木。